# Варфалла
Варфалла (араб. ورفلة‎) — одно из основных арабских племён в Триполитании, Ливия. Численность около миллиона человек. Очень влиятельное племя. Также известны как Рафла.

## Расселение
Варфалла занимает земли между городами Бени-Валид, Сирт, Себха, Бенгази и линией около 125 километров (78 миль) к югу и востоку от Триполи.

## Состав
Племя Варфалла состоит из 52 суб-племен (варшафна, ришвана, мчачия и др.), которые состоят из отдельных кланов.

## История
Происходит племя из племён Бану Хилал, заселивших Египет и Ливию в XI веке. Смешанные браки с берберами привело к полной арабизации региона к моменту завоевания его Османской империей.
Во время итальянского вторжения в Ливию племя Варфалла под руководством Бела Харье было нейтральным, пока итальянцы не достигли территории племени. В 1920—1922 годах были внутриплеменные стычки в района Джабаль аль-Гарби.
После революции 1969 года роль племени в Ливии начала расти благодаря его преданности Джамахирии и хорошему отношению властей к нему. Каддафи привлекал членов племени Варфалла на работу в органы безопасности и разведки, также много представителей Варфаллы было в революционных комитетах и органах власти. В 1993 году важные члены племени были замешаны в подготовке неудачного переворота 1993 года. Каддафи с ними расправился. За годы Джамахирии племя стало одним из богатейших в стране.
Во время войны 2011 года племя Варфалла до последнего хранило верность полковнику Каддафи. Многие члены племени и сейчас участвуют в сопротивлении каддафистов.